# Побиття немовлят (картина Брейгеля)
«Побиття немовлят» — картина фламандського художника Пітера Брейгеля Старшого; написана між 1565 і 1567 роком. Роботу виконано в період проживання художника у Брюсселі. В основі сюжету — оповідання з Євангелія від Матвія (Мт. 2:16). Наразі картина є частиною Британської Королівської колекції і зберігається у Хемптон-корт у Лондоні.

## Історія створення
Картина «Побиття немовлят» написана в період між 1565 і 1567 роком у новій манері виконання. Художник пише картину у вигляді єдиної багатофігурної композиції, відходячи від мозаїчного стилю, де всі елементи розміщені у вигляді мозаїки. Замість зображення Вифлеєма, Пітер Брейгель (Старший) переносить сюжет до голландського села зимового періоду. Більш того, солдати, які б'ють немовлят — це ландскнехти-найманці, які здійснювали каральні рейди в Іспанських Нідерландах за наказом Фернандо Альвареса де Толедо Альби. Увесь трагізм ситуації художник передав зображенням вершників, які перекрили всі шляхи відходу і тим самим заманили дітей та їхніх матерів до капкану. Яма, наповнена крижаною водою, шляхи відступу, перекриті вершниками, оточення зусібіч мечниками символізують неминучість загибелі і приреченість. За відсутності явних ознак тотожності з Євангельським сюжетом, картину тривалий час називали — «Напад на село». Відомий критик XVI століття Карел ван Мандер відгукувався про цю роботу як про таку, що «передає дуже життєво сцени, де селянська сім'я молить про помилування солдата, який вбиває їхню дитину, і матерів, які збожеволіли від горя втрати».

## Сюжет картини
На 30-й рік свого правління юдейський цар Ірод I Великий дізнається від провісників про народження немовляти, який стане новим царем Стародавнього Ізраїлю та Юдеї. Побоюючись конкуренції, правитель наказує вбити всіх хлопчиків віком до двох років. Місто Вифлеєм обрали тому, що саме на нього вказали провісники, розтлумачуючи древні записи. Також побоювання царя підтвердили донесення, згідно з якими Марія і Йосип з Вифлеєму приносили новонародженого хлопчика до Єрусалимського храму і єпископ Симеон назвав його Христом-Спасителем. Воїни, які прибули до Вифлеєму, виконали наказ, але Ісус не постраждав, оскільки його батьки разом із ним втекли до Єгипту. Через чотири роки цар Ірод помер від незрозумілої і невиліковної хвороби.